# Popo
El popo es una bebida espumosa y fría típica del sur del estado de Veracruz y de algunas zonas del estado de Oaxaca, como la cuenca del Papaloapan o el Istmo. Su ingrediente principal es el cacao, que se endulza con azúcar o piloncillo, y se mezcla con agua; también se agrega azquiote, llamado cocomeca en Oaxaca, y/o chupipi, ambos agentes espumantes. Algunas recetas frecuentemente lo aromatizan con canela y/o anís, y lo espesan con masa o arroz. 
Se trata de una bebida ceremonial, que se elabora para bodas, bautizos, cumpleaños, fiestas patronales... Su consumo se da con la cosecha del cacao, entre los meses de agosto hasta diciembre. En Ojitlán se usa una variedad de cacao llamada tigre, por el veteado blanco de sus frutos. En los pueblos de la zona, como Tuxtepec, es común encontrar vendedoras callejeras ofreciendo un vaso de popo por $10-15 MXN.
Su nombre proviene del náhuatl, popocti ([cosa] «que humea» o «que espuma»), según el antropólogo Florentino Cruz, en referencia a la espuma característica de esta bebida. Compárese con Popocatépetl, «montaña que humea». El popo está fuertemente ligado a las comunidades indígenas, particularmente los nahuas, mixe-popolucas, zoque-popolucas, mazatecos y chinantecos. Para estas comunidades, la misma preparación del popo es en sí un ritual, que se puede alargar hasta dos días.

## Preparación

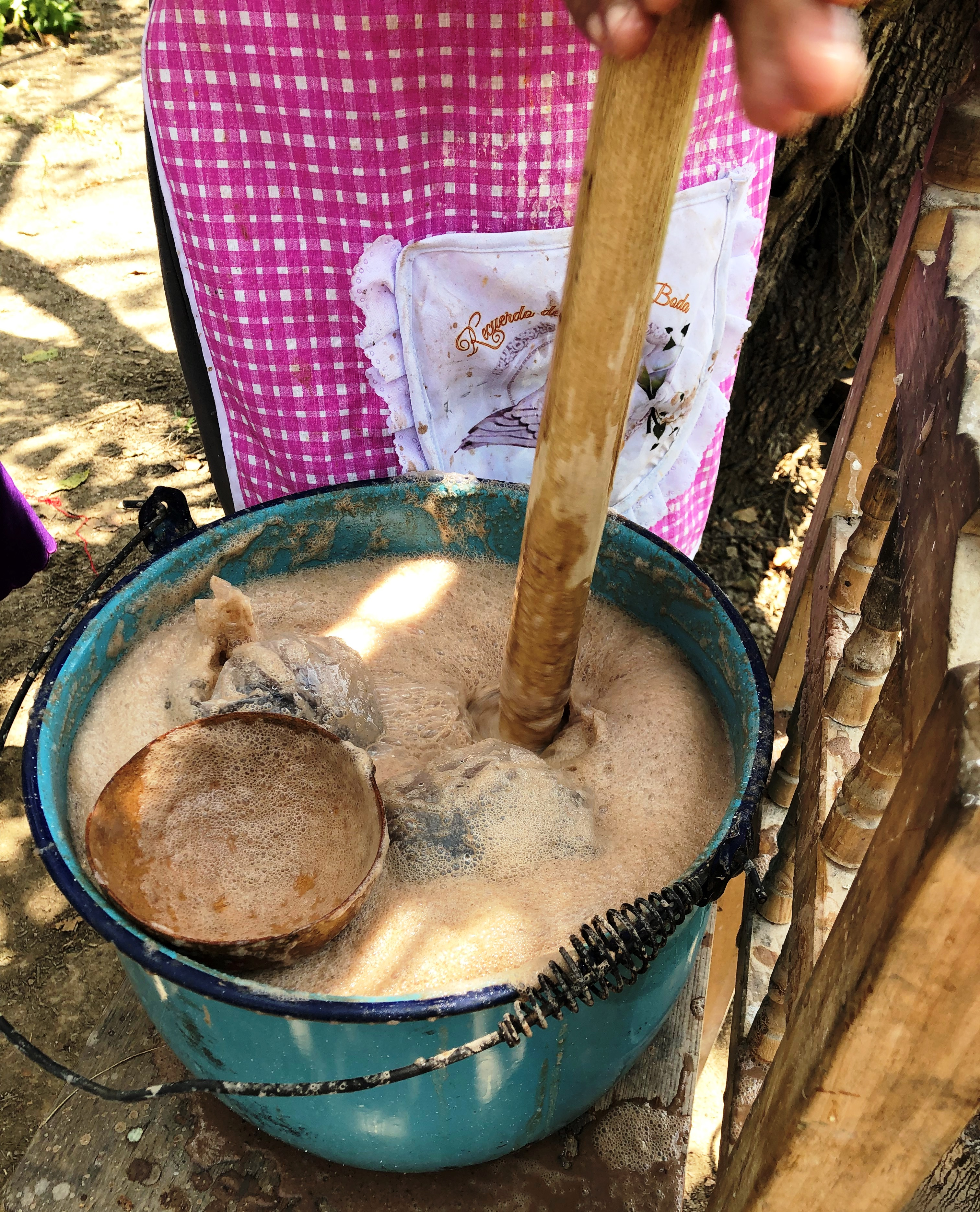
Batiendo el popo con un molinillo.

### Ingredientes
- Cacao en grano (Theobroma cacao)
- Azúcar blanca fina o piloncillo (Saccharum officinarum)
- Agente espumante, que pueden ser:
  - Raíz, tallos tiernos (guías) o flores de azquiote, asquiote o axquiote, nombre veracruzano; también llamado cocolmeca, cocolmecate o cozolmeca, nombre oaxaqueño (Smilax domingensis).[6]
  - Raíz, tallos tiernos o fruto de chupipi o chupipe (Gonolobus niger).[6]
- Canela en rama o en polvo (Cinnamomum verum)
- Anís entero o en polvo (Pimpinella anisum)
- Arroz entero (Oryza sativa)
- Agua

### Preparación
Se deja el arroz en agua para que ablande. Mientras, se tateman los granos de cacao en un comal. En otras recetas, el cacao se deja tostado del día anterior. Se deben tostar, pero no quemar, ya que amarga el sabor y se siente rasposo en la garganta. Después los granos se descascaran, proceso que es laborioso.
Si se usa el fruto del chupipi, se debe pelar y picar fino. Si se usan tallos de azquiote, se lavan y también se trocean. La canela también se puede tatemar ligeramente para que suelte su aroma y se despedaza. A veces también se agrega granos de elote o masa de maíz. El maíz se nixtamaliza con ceniza de olote y totomoxtle y luego se muele y se seca al sol.
Todo junto se muele en metate o en el molino de nixtamal hasta que quede una especie de pasta densa. La pasta se mezcla con agua y se cuela varias veces con un trapo tusor (de algodón) o colador. Finalmente, se agregan azúcar y hielos, y se espuma con un molinillo de madera. Es tradicional servirlo en jícara y tomarlo a cucharadas acompañado de tamal.

## Características
El popo se toma frío, generalmente con hielo picado, tradicionalmente en un tazón de madera o jícara (llamada guasca o xicalli en nahua). Posee un sabor dulce y ligeramente picante o especiado; algunos opinan que deja una sensación de sequedad en la boca. Se considera que un bien popo debe estar abundantemente espumado.